# Magyary Zoltán E-közigazgatástudományi Egyesület
A Magyary Zoltán E-közigazgatástudományi Egyesület – hivatalosan a bírósági nyilvántartásba vétellel – 2005-ben jött létre. Tagjai a digitális kormányzati fejlesztések területén dolgozó informatikusok, közgazdászok, szociológusok és jogászok - a digitális állam és közigazgatás elismert szakemberei. Magyarország egyetlen e-közigazgatásra specializált tudományos civil szervezete. A MI (Mesterséges Intelligencia) Koalíció alapító tagja.
Az egyesület névadója Magyary Zoltán (1888-1945) a XX. század első felének kiemelkedő alakja volt. A közigazgatás tudományának nemzetközi hírű művelője, és maga is közhivatalnok. Magyary olyan Magyarország-képet rajzolt, amely a poszt-indusztriális korszak „laboratóriumaként”, a felsőoktatás, a tudományok és közgyűjtemények rendszerszemléletű fejlesztése révén nyertese lehet a nagy gazdasági-társadalmi változásoknak. 

## Célok
Az egyesület célja, hogy a közigazgatás minőségének és a társadalmi-gazdasági lét feltételeinek javítását támogatva segítse Magyarország felemelkedését a maga eszközeivel, az e-közigazgatás témakör tudományos művelésével, ajánlások megfogalmazásával, szakmai publikációkkal.
„...a 2005-ben alakult Magyary Zoltán E-közigazgatás Egyesület...az e-kormányzat interdiszciplinaritását vallja, ezért számos tudományterület szakértőinek bevonásával igyekszik a közigazgatás elektronizálását elősegíteni. Létrehozása üzenet jelleggel bír...hiszen felismerték: az e-kormányzat megteremtése koreszme, mely egyben új kihívásokra jelentkező nemzetközi megoldás is. Belsővé transzformálása a politikai, nemzeti konszenzus megvalósítása nélkül elképzelhetetlen. Az egyesület hitvallásának esszenciája: kormányváltások, ideológiai törésvonalak, pártpolitikai csatározások felett álló szinergia megteremtése egy, az ország jövőjét meghatározó kérdésben.” 

## Tevékenységek

### Magyary Zoltán emlékének ápolása
- 2025.03.25. Részvétel a IV. Magyary Zoltán Emlékkonferencián Héregen, melynek részeként a Magyary Zoltán E-közigazgatástudományi Egyesület  képviselői is koszorút helyeztek el a Magyary Zoltán Emlékhelyen. Az Emlékkonferencián az Egyesület tagjai is előadtak. (híradás, tudósítás, a Magyary Zoltán Népfőiskolai Társaság beszámolója.)

### Kiadványok - Tanulmányok a magyar e-közigazgatásról
- A „hiteles helyektől” az elektronikus közigazgatásig. Mérföldkövek a hazai közigazgatás automatizálásának és a kormányzati számítástechnika kialakulásának történetében. ISBN 978-963-306-309-5; Primaware Kiadó, Szeged; 2014 (Letöltés) PDF
- Fejezetek a magyar e-közigazgatás történetéből (1998-2010). Molnár Szilárd, Sikolya Zsolt (szerk.); ISBN 978-963-306-417-7, ISSN 2415-9255; Primaware Kiadó, Szeged; 2015 (Letöltés) PDF

### Kutatás
- Mesterséges intelligencia alkalmazásának társadalmi kérdései, Nemzeti Közszolgálati Egyetem, Információs Társadalom Kutatóintézet, 2020-
Kutatási partner: Magyary Zoltán E-közigazgatástudományi Egyesület

### Rendezvények
- Informatika és nemzetpolitika műhelykonferencia, a Nemzeti Hírközlési és Informatikai Tanács és a Magyary Zoltán E-közigazgatástudományi Egyesület műhelykonferenciája, MTA, 2013. március 7.
- Adatrobbanás – Databoom Nemzetközi műhelykonferencia. Önkormányzati és kormányzati szintű válaszok, 2016
Használd jól a közadatot! - Databoom Hackathon a Kitchen Budapestben, Lechner Tudásközpont
Adatrobbanás – DataBoom, eGov Hírlevél
 Adatrobbanás - nemzetközi műhelykonferencia Archiválva 2023. február 16-i dátummal a Wayback Machine-ben, PPKE Ereky István Közjogi Kutatóközpont, 2016
  Databoom – nemzetközi műhelykonferencia az adatrobbanásról, Infotér Egyesület, YouTube -- „Az informatika és távközlés robbanásszerű fejlődésének eredményein felépülő digitális gazdaság és a kialakuló félben lévő új társadalmi rend megkerülhetetlenül állítja a figyelem középpontjába az adatok kérdését. A Magyary Zoltán E-közigazgatástudományi Egyesület nemzetközi műhelykonferenciát szervezett, melynek célja, hogy felhívja a figyelmet az adatrobbanás jelenségére és segítse a témához kapcsolódó tapasztalatok megosztását.”
- Beszámoló az Infotér 2018 konferenciáról: Magyary Színpad – Adatmenedzsment a közigazgatásban – ma és holnap, eGov Hírlevél, 2018. október 16.
- Kiberdiplomácia: A hatalmi küzdelem 5. dimenziója – kerekasztal beszélgetés a Magyary-színpadon, INFOTÉR Konferencia 2019, eGov Hírlevél, 2019.október 29.
- Épülő nemzeti adat-ökoszisztéma – előadások és kerekasztal-beszélgetés a Magyary-színpadon, INFOTÉR Konferencia 2021. október 20., eGov Hírlevél és Infotér (YouTube)
- Közigazgatási rendszerünk a digitális transzformáció korában, Dr. Sántha Györgynek, a Magyary Zoltán E-közigazgatástudományi Egyesület elnökének előadása a Neumann János Egyetem és a CédrusNet Kecskemét Program előadássorozatában, 2022. szeptember 28.(YouTube)
- Első ADATNAP - Konferencia és fórum az európai és hazai adatstratégiákról A PPKE JÁK Ereky István Közjogi Kutatóközpont és a Magyary Zoltán E-közigazgatástudományi Egyesület közös rendezvénye a Pázmány Péter Katolikus Egyetem, Jog- és Államtudományi Karán (PPKE JÁK), 2024. március 21.
- ADATNAP - Day for Data 2025 - Nemzetközi konferencia és szakmai fórum adatstratégiákról A PPKE JÁK Ereky István Közjogi Kutatóközpont és a Magyary Zoltán E-közigazgatástudományi Egyesület közös rendezvénye a Pázmány Péter Katolikus Egyetem, Jog- és Államtudományi Karán (PPKE JÁK), 2025. április 24-25.

### Szakértői tevékenység
- Részvétel az Államreform és Elektronikus Közigazgatás Operatív Program Monitoring Bizottság munkájában, 2010-2014 (Letöltés)[halott link] PDF
- Fehér könyv a nemzeti adatpolitikáról, Nemzeti Hírközlési és Informatikai Tanács, 2016 (Letöltés) PDF
A dokumentumot a Magyary Zoltán E-közigazgatástudományi Egyesület munkatársai kézítették.
- Adatpolitikai stratégiai javaslat az MI-alapú innováció beindítására Magyarországon. 2019 (Letöltés) PDF
A dokumentum a Mesterséges Intelligencia Koalíció „Adatipar, adatvagyon” munkacsoportja egyik projektjének keretében készült a Magyary Zoltán E-közigazgatástudományi Egyesület vezetésével.
- A Nemzeti Digitalizációs Stratégia (2022-2030) a digitalizáció területén tevékeny infokommunikációs fő fókusszal rendelkező szakmai szervezetek között említi a Magyary Zoltán E-közigazgatástudományi Egyesületet: Nemzeti Digitalizációs Stratégia (2022-2030), Miniszterelnöki Kabinetiroda, 2022. december 5., 164. oldal Letöltés PDF

## Külső hivatkozások
- A Magyary Zoltán E-közigazgatástudományi Egyesület tevékenységének hírei eGov Hírlevél - az eGov Kft. által kiadott digitális kormányzati hírlevél hírei között
- Nagy nyelvi modellek és e-kormányzás a Nemzeti Közszolgálati Egyetem, Államtudományi és Nemzetközi Tanulmányok Karának beszámolója a Magyary Zoltán E-közigazgatástudományi Egyesülettel közösen szervezett konferenciáról; 2023. december 11.